# ЭБ
ЭБ (фар. Eiðis Bóltfelag) – фарерский футбольный клуб из деревни Айи. В 1993 году объединился с клубом «Стреймур» в клуб «ЭБ/Стреймур».

## История
Клуб был основан 24 февраля 1913 года, что делает его старейшим клубом на острове Эстурой . Идея создания местного футбольного клуба была хорошо принята. В течение первых нескольких дней количество членов клуба возросло до 40+.
В первые годы, с 1913 по 1916, время уходило на строительство поля. В 1916 году ЭБ сыграл свою первую игру 9 на 9 с любителями из Фуглафьёрура.
16 февраля того же года было проведено первое общее собрание клуба. Оливер Эстер был избран первым президентом клуба. В первые годы игры организовывались совместно с любителями из Лайрвуйка, Фуглафьёрура и Норрагёты.
В 1993 году ЭБ объединился с футбольным клубом «Стреймур» в «ЭБ/Стреймур».